# Pietro Guerra
Pietro Paolo Guerra, född 28 juni 1943 i San Pietro di Morubio, är en italiensk före detta tävlingscyklist.
Guerra blev olympisk silvermedaljör i lagtempoloppet vid sommarspelen 1964 i Tokyo.